# Тругларж, Антонин
Антонин Тругларж (чеш. Antonín Truhlář; 5 ноября 1849, Лично — 10 сентября 1908, Винограды) — австро-венгерский чешский педагог, историк чешской литературы, библиофил.

## Биография
Среднее образование получил в гимназиях в Рихнове и Градец-Карлове, затем окончил философский факультет Пражского университета. В 1873—1874 годах преподавал в гимназии в Литомышле в качестве стажёра. В 1874 году сдал экзамен по классической филологии, позволивший ему получить учительский аттестат. Позже год учительствовал в Домажлице, затем перешёл преподавать в гимназию в Йичине. С 1883 года состоял профессором в Пражской академической гимназии, а с 1901 года был её директором.
В свободное от работы время серьёзно занимался изучением истории чешской литературы, специализируясь на творчестве писателей-гуманистов XVI века. В рамках этой деятельности едва ли не первым из чешских филологов своего поколения начал разыскивать, собирать и описывать старинные чешские рукописи, тратя на это значительные финансовые средства. Своей целью он объявлял восстановление о памяти о средневековых чешских писателях и вскоре стал известен и уважаем в научных кругах. В 1888 году был избран членом-корреспондентом Королевского чешского общества наук, в 1890 году стал его действительным членом, а с 1898 года занимал пост 3-го секретаря общества.
Главные работы: хрестоматия «Výbor z literatury české doby nové» (1886, несколько изданий) и несколько отделов в «Истории чешской литературы» (в «Památník na oslavu 50 panovn. jubilea cis. Franca Jozefa», 1898).